# Município de Ross (condado de Greene, Ohio)
O município de Ross (em inglês: Ross Township) é um município localizado no condado de Greene no estado estadounidense de Ohio. No ano de 2010 tinha uma população de 750 habitantes e uma densidade populacional de 8,01 pessoas por km².

## Geografia
O município de Ross encontra-se localizado nas coordenadas 39° 43′ 11″ N, 83° 43′ 31″ O. Segundo a Departamento do Censo dos Estados Unidos, o município tem uma superfície total de 93.58 km², da qual 93,45 km² correspondem a terra firme e (0,14 %) 0,13 km² é água.

## Demografia
Segundo o censo de 2010, tinha 750 pessoas residindo no município de Ross. A densidade populacional era de 8,01 hab./km². Dos 750 habitantes, o município de Ross estava composto pelo 97,2 % brancos, o 0,67 % eram afroamericanos, o 0,13 % eram amerindios, o 0,53 % eram asiáticos, o 0,13 % eram de outras raças e o 1,33 % eram de uma mistura de raças. Do total da população o 0,27 % eram hispanos ou latinos de qualquer raça.